# Esgrima als Jocs Olímpics d'estiu de 1928 - floret individual femení
La competició de floret individual femení va ser una de les set proves del programa d'esgrima que es van disputar als Jocs Olímpics d'Amsterdam de 1928. La prova es va disputar entre el 31 de juliol i l'1 d'agost de 1928, amb la participació de 27 tiradores procedents d'11 nacions diferents. Fou la segona vegada que es disputà aquesta prova.

## Medallistes
| Or                 | Plata                | Bronze             |
| Helene Mayer (GER) | Muriel Freeman (GBR) | Olga Oelkers (GER) |

## Resultats
Font: Resultats oficials; De Wael

### Ronda 1
En cada grup es combatia en el format de tots contra tots. Els combats eren a cinc tocs. Les quatre millors tiradores de cada grup passaven a les semifinals.

#### Sèrie A
| Pos. | Tirador             | Nació        | Victòries | Notes |
| ---- | ------------------- | ------------ | --------- | ----- |
| 1    | Muriel Freeman      | Regne Unit   | 5         | Q     |
| 2    | Helene Mayer        | Alemanya     | 5         | Q     |
| 3    | Marion Lloyd        | Estats Units | 4         | Q     |
| 4    | Jeanne Morgenthaler | Suïssa       | 3         | Q     |
| 5    | Edith Addams        | Bèlgica      | 3         |       |
| 6    | Marguerite Reuche   | França       | 1         |       |
| 7    | Hanna Olsen         | Suècia       | 0         |       |

#### Sèrie B
| Pos. | Tirador                    | Nació         | Victòries | Notes |
| ---- | -------------------------- | ------------- | --------- | ----- |
| 1    | Erna Sondheim              | Alemanya      | 5         | Q     |
| 2    | Margit Danÿ                | Hongria       | 5         | Q     |
| 3    | Peggy Butler               | Regne Unit    | 3         | Q     |
| 4    | Adriana Admiraal-Meijerink | Països Baixos | 3         | Q     |
| 5    | Hilda Deswarte             | Bèlgica       | 2         |       |
| 6    | Inger Klint                | Dinamarca     | 2         |       |
| 7    | Oda Mahaut                 | França        | 1         |       |

#### Sèrie C
| Pos. | Tirador             | Nació          | Victòries | Notes |
| ---- | ------------------- | -------------- | --------- | ----- |
| 1    | Jo de Boer          | Països Baixos  | 5         | Q     |
| 2    | Jarmila Chalupová   | Txecoslovàquia | 5         | Q     |
| 3    | Jenny Addams        | Bèlgica        | 4         | Q     |
| 4    | Erna Bogen-Bogáti   | Hongria        | 4         | Q     |
| 5    | Ebba Gripenstedt    | Suècia         | 2         |       |
| 6    | Irma Hopper         | Estats Units   | 1         |       |
| 7    | Else Ahlmann-Ohlsen | Dinamarca      | 0         |       |

#### Sèrie D
| Pos. | Tirador               | Nació         | Victòries | Notes |
| ---- | --------------------- | ------------- | --------- | ----- |
| 1    | Olga Oelkers          | Alemanya      | 4         | Q     |
| 2    | Lucie Prost           | França        | 4         | Q     |
| 3    | Gladys Daniell        | Regne Unit    | 3         | Q     |
| 4    | Gizella Tary          | Hongria       | 2         | Q     |
| 5    | Margot Bærentzen      | Dinamarca     | 2         |       |
| 6    | Friederike Koderitsch | Països Baixos | 0         |       |

### Semifinals
Cada sèrie era en el format tots contra tots. Els combats eren a cinc tocs. Les quatre millors tiradores de cada grup passaven a la final.

#### Semifinal A
| Pos. | Tirador                    | Nació         | Victòries | Notes |
| ---- | -------------------------- | ------------- | --------- | ----- |
| 1    | Helene Mayer               | Alemanya      | 6         | Q     |
| 2    | Muriel Freeman             | Regne Unit    | 4         | Q     |
| 3    | Olga Oelkers               | Alemanya      | 4         | Q     |
| 4    | Gladys Daniell             | Regne Unit    | 4         | Q     |
| 5    | Gizella Tary               | Hongria       | 3         |       |
| 6    | Marion Lloyd               | Estats Units  | 3         |       |
| 7    | Lucie Prost                | França        | 2         |       |
| 8    | Adriana Admiraal-Meijerink | Països Baixos | 2         |       |

#### Semifinal B
| Pos. | Tirador             | Nació          | Victòries | Notes |
| ---- | ------------------- | -------------- | --------- | ----- |
| 1    | Jo de Boer          | Països Baixos  | 7         | Q     |
| 2    | Margit Danÿ         | Hongria        | 5         | Q     |
| 3    | Erna Sondheim       | Alemanya       | 4         | Q     |
| 4    | Jenny Addams        | Bèlgica        | 4         | Q     |
| 5    | Jeanne Morgenthaler | Suïssa         | 3         |       |
| 6    | Peggy Butler        | Regne Unit     | 3         |       |
| 7    | Jarmila Chalupová   | Txecoslovàquia | 1         |       |
| 8    | Erna Bogen-Bogáti   | Hongria        | 1         |       |

### Final
La final era en el format tots contra tots. Els combats eren a cinc tocs.
| Pos. | Tirador        | Nació         | Victòries |
| ---- | -------------- | ------------- | --------- |
| 1    | Helene Mayer   | Alemanya      | 7         |
| 2    | Muriel Freeman | Regne Unit    | 6         |
| 3    | Olga Oelkers   | Alemanya      | 4         |
| 4    | Erna Sondheim  | Alemanya      | 3         |
| 5    | Gladys Daniell | Regne Unit    | 2         |
| 6    | Jenny Addams   | Bèlgica       | 2         |
| 6    | Margit Danÿ    | Hongria       | 2         |
| 8    | Jo de Boer     | Països Baixos | 2         |